# Polaroid (Riki)
Polaroid è un singolo del cantante italiano Riki, pubblicato il 21 giugno 2017.

## Tracce
1. Polaroid – 2:52

## Classifiche
| Classifica (2019) | Posizione massima |
| ----------------- | ----------------- |
| Italia            | 42                |